# Erastus galbanus
Erastus galbanus är en insektsart. Erastus galbanus ingår i släktet Erastus och familjen Phasmatidae.

## Underarter
Arten delas in i följande underarter:
- E. g. monticola
- E. g. galbanus